# Brwa Nouri
Brwa Nouri (né le 23 janvier 1987 à Ourmia en Iran) est un footballeur international irakien d'origine kurde qui évolue au poste de milieu défensif. Il possède également la nationalité suédoise.
Il joue actuellement avec le club de Bali United.

## Biographie

### Jeunesse
Né à Ourmia de parents kurdes irakiens, Nouri arrive en Suède à l'âge d'un an avec sa famille.
Chez les jeunes, il joue pour le Vasalunds IF puis pour l'AIK Fotboll.

### Carrière en pro
En 2005, il joue 3 matchs avec les professionnels en deuxième division à la suite de la relégation du club l'année précédente. À la fin de la saison, l'AIK Fotboll remonte en première division suédoise, mais Nouri ne sera plus utilisé en raison de problèmes judiciaires. En effet, à 19 ans il est arrêté avec onze autres personnes, puis condamné pour des crimes liés à la drogue. Dans une interview, le joueur déclare qu'au cours de ces années, il avait commencé à obtenir de l'argent des vols et des bagarres.
Entre 2006 et 2008, il est prêté dans des clubs de divisions inférieures suédoises.
Avant la saison 2009, il est transféré au Dalkurd FF, une formation créée par des immigrés kurdes. Au début, le joueur n'est pas intéressé à quitter Stockholm pour s'installer à Borlänge, mais il finit par accepter l'offre.
À partir de la saison 2014, il est transféré à l'Östersunds FK. Fin 2015, l'équipe remporte la première promotion de son histoire en première division suédoise. Nouri contribue à cette promotion avec 4 buts et 9 passes décisives en 27 matchs. L'année suivante, il découvre la première division suédoise.
En mai 2017, lui et le club se qualifient pour la finale de la Coupe de Suède qu'ils remporteront.
Grâce à cette victoire, il effectue lors de cette même année ses débuts en Ligue Europa.

### Carrière en équipe nationale
Il reçoit sa première sélection en équipe d'Irak le 6 novembre 2016, en amical contre la Jordanie (0-0). Il marque son premier but le 5 octobre 2017, en amical contre le Kenya (victoire 2-1).

## Palmarès
- Vainqueur de la Coupe de Suède en 2017 avec l'Östersunds FK